# المركز العام للنقابات المستقلة والحرة في أنجولا
المركز العام للنقابات المستقلة والحرة في أنجولا (CGSILA) هو مركز نقابي وطني في أنجولا . ويبلغ عدد أعضائها 50 ألف عامل عضو به ، ويرأسها مانويل ماريا ديفويلا كرئيس.